# Culpingos

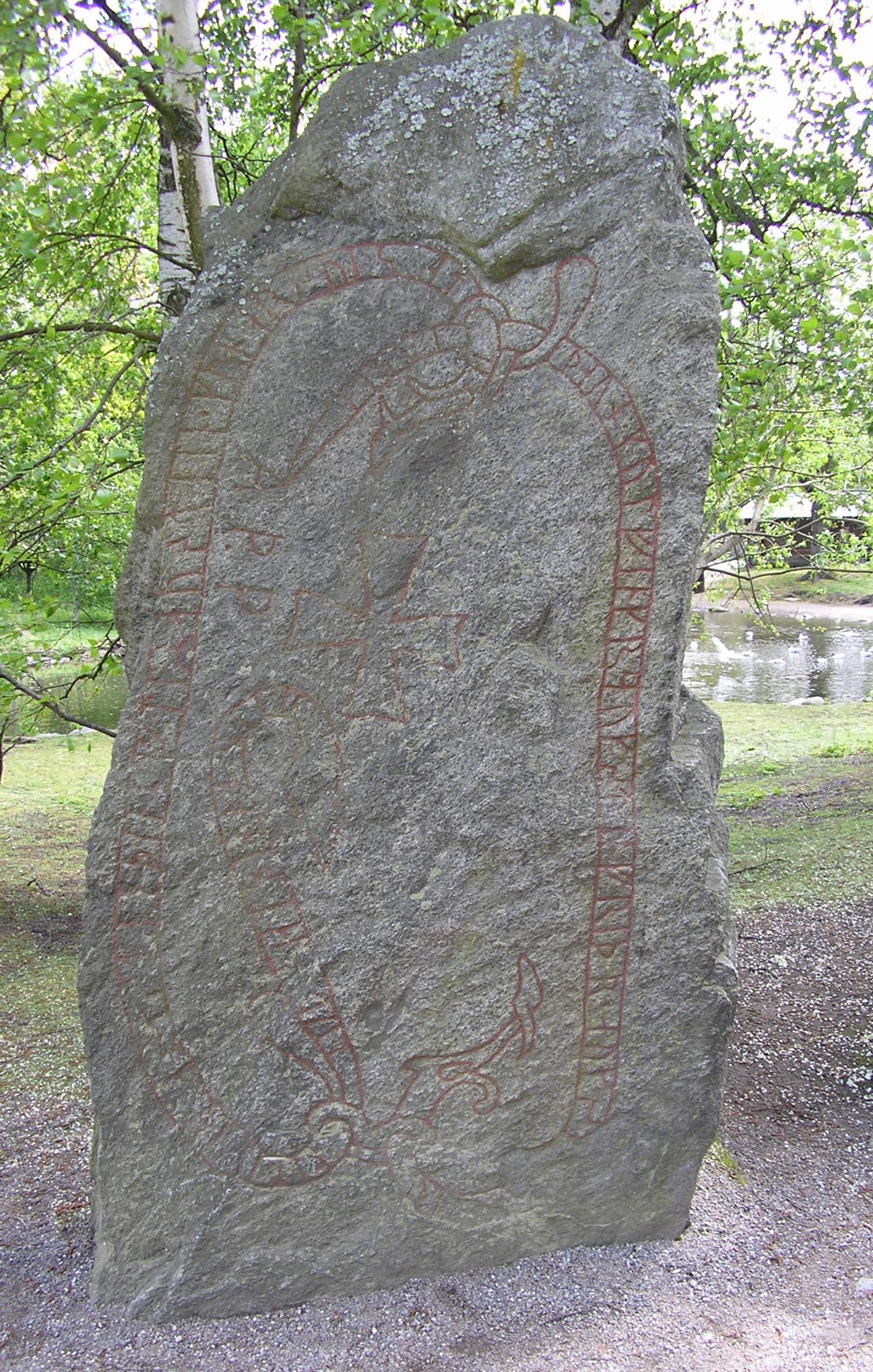
Runa Norslunda portando inscrição U 419 que cita o nome culpingo

Culpingos (em grego medieval: Κουλπίγγοι; romaniz.: Koulpíngoi; em nórdico antigo: Kylfingar; em fínico: Kylfingid; em antigo eslavo oriental: Колбяги; romaniz.: Kolbiagi; em húngaro: Kölpények; em árabe: al-Kilabiyya) era um povo de origem desconhecida ativo no norte da Europa durante a Era Viquingue, grosso modo do final do século IX ao começo do XII. Podiam ser encontrados em zonas da Lapônia, Rússia e Império Bizantino que eram visitados por mercadores, salteadores e mercenários escandinavos. Estudiosos divergem se eram etnicamente fínicos ou nórdicos. Também é disputada sua origem geográfica com a Dinamarca, Suécia e Báltico Oriental como candidatos. Se o nome culpingo denota um grupo tribal, sócio-político ou econômico particular também é motivo de debate.
São mencionados em inscrições rúnicas em nórdico antigo, sagas (mais notadamente na Saga de Egil), e poesia (como o poema Hrafnsmál de Torbiorno Garra de Chifre), bem como registros bizantinos e códigos de lei rus'. Segundo as sagas, os culpingos opuseram-se à consolidação da Noruega sob Haroldo Cabelo Belo e participaram na pivotal Batalha do Fiorde de Hafrs do final do século IX. Após a vitória de Haroldo naquela batalha, eles são descritos nas sagas como tendo invadido Finamarca e Noruega Setentrional e tendo lutado contra os tenentes de Haroldo como Torolfo.

## Etimologia
A etimologia exata da palavra kylfing é disputada e muitas teorias diferentes foram propostas. A tendência geral traça sua origem nas palavras nórdicas antigas kylfa e kolfr, mas os estudiosos também discordam acerca do significado dessas palavras. Cleasby nota que em nórdico kylfa pode significar porrete; o antiquarista islandês Barði Guðmundsson traduziu Kylfing como "portadores de clavas". Como Foote aponta, pode também significar pequeno bastão, como o símbolo de madeira usado por mercadores, e, segundo Jesch, pode também significar a "parte mais alta e estreita" do talha-mar de um navio. Holm discutiu o termo kylfa em conexão com a palavra hjúkolfr que significa "reunião" ou "guilda"; segundo Holm, o segundo elemento kolfr poderia se referir ao arco simbólico tradicionalmente usado como dispositivo para convocar pessoas para uma reunião.
Estas variadas derivações têm levado a uma série de interpretações. Holm oferece dois significados: "arqueiro" e "homem armado com um bastão". Alguns historiadores têm afirmado que Kylfing se refere a um membro de um "clube no sentido social ou anglo-americano", uma "irmandade" ou um membro de uma félag nórdica. Em um menor número de manuscritos islandeses sobre matemática e geografia, Kylfingaland é identificado como Gardarícia, ou seja, a Rússia de Quieve, mas as fontes não são claras se Kylfingaland é nomeado em homenagem aos culpingos ou vice-versa, ou se, de fato, não há qualquer ligação.
o cognato russo de Kylfing é Kolbjag, seguindo o padrão de desenvolvimento *kolƀing (*kulƀing) > *kolƀęg > kolbjag. Os culpingos foram um grupo de mercadores-aventureiros e mercenários estrangeiros mencionados em algumas fontes russas antigas. São frequentemente citados junto dos varegues, um termo usado na Europa Oriental para descrever comerciantes e piratas do mar Báltico. No grego bizantino, eram chamados culpingos e serviram como unidade do exército imperial alistada junto da Guarda Varegue, que era de origem escandinava.
Uma derivação muito diferente foi proposta pelo estudioso russo B. Briems. Ele sugeriu que Kylfingr foi uma tradução nórdica direta da auto-designação vótica Vatjalaiset and Vatja (ou Vadjalaiset e Vadja) usados pelos vótios, uma tribo fínica residente na Íngria, Rússia. Uma origem não-nórdica foi também proposta por Julius Brutzkus, que argumentou que tanto varegue como culpingo derivou das turcas, particularmente do búlgaro e cazar. Brutzkus afirmou que varegue veio da raiz turca varmak ("caminhar, viajar"), enquanto culpingo foi a pronúncia nórica do eslavo kolbiagi, ele próprio derivando da frase turca köl-beg ("rei do mar"); sob essa interpretação a palavra culpingo seria mais ou menos sinônimo de viquingue.

## Identidade
Segundo a Saga de Egil, os culpingos estavam negociando e saqueando em Finamarca por volta do ano 900. Torolfo, agente fiscal do rei Haroldo no norte da Noruega, envolveu batedores lapões para monitorar os movimentos culpingos e informá-lo. Contrariando seus raides, ele é relatado matando mais de uma centena de culpingos salteadores. Alguns estudiosos os veem como escandinavos enquanto outros consideram-os como uma tribo de fínicos, e afirmam uma conexão entre a palavra kylfing e os mitos fínico, lapão e carélio de Caleva. Em outros lugares são descritos como uma mistura de nórdicos e fínicos que foram empregados como mercenários e agentes fiscais por governantes escandinavos; nesse contexto Ravndal interpretou o elemento kylfa como referência a "clube" no sentido de organização. Arbman propôs que os colbíagos (kolbiagi) era uma guilda separada de comerciantes de pele. Postan, por outro lado, sugere que colbíago denota um participante júnior numa guilda comercial varegue em vez de um grupo separado.

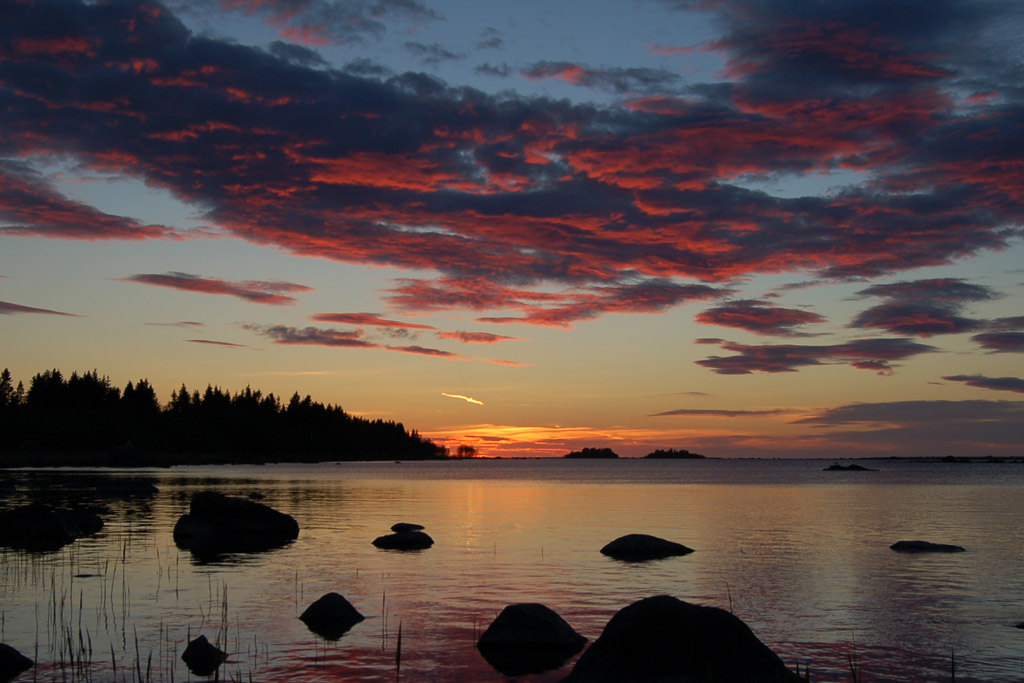
Costa leste do golfo de Bótnia, proposto pelos defensores de uma origem fínica

Povos fino-úgricos c. 1000

### Povos fínicos
Holm (1992) considera que a Saga de Egil equacionar os culpingos com o carélios finos. No século XIV, quando os reis suecos começaram a dirigir sua atenção ao norte e encorajar a colonização na Bótnia Setentrional, houve regulações que os bircaris e os lapões não seriam interrompidos em suas atividades tradicionais. Uma grande parte dos carélios estavam sob a Novogárdia que estava inclusa naquilo que as fontes islandesas chamavam Culpingalândia (Kylfingaland), e assim os culpingos podem ter sido tribos fínico-bálticas sob Novogárdia.
Os eslavos orientais e bizantinos fizeram uma clara distinção entre varegues e culpingos, e os bizantinos distinguiram-os do mesmo modo que separavam francos de sarracenos. Segundo Holm tais separações são indicativo de claras diferenças étnicas entre os dois grupos. Além disso, as fontes eslavas orientais e bizantinas explicitamente associam os varegues com a região báltica, que eles chamavam Varângia, e em árabe o mar Báltico era chamar Bar Varanque (Bahr Varank), ou seja, "mar varegue". Não há conexões comparáveis quando mencionam os culpingos. Outra diferença é o fato de que as fontes bizantinas conectam a palavra varangos (varangoi) com ros (rhōs) de modo a deixar claro que os ros-varangos e os varangos se originaram no Báltico tal como os ros, mas não estabelecem a mesma associação com os culpingos.
Eles foram identificados com os vótios. Carl Christian Rafn, Edgar V. Saks, B. Briem e Sigurður Nordal propuseram que culpingos era o nome nórdico dos vótios. A razão disso é que o etnônimo Vadja(laiset) pode ser associado a palavra vadja (estoniano moderno vai) que significa "estaca", "cunha" ou "cajado", correspondendo ao nórdico antigo kolfr. Vadjalaiset consequentemente se traduziria em nórdico antigo oriental como kolfingar, que em nórdico antigo ocidental (islandês antigo) seria mudado para kylfingar. Enquanto alguns nomes nativos foram escandinavizados, como Rostóvia para Ráðstofa, o nórdico apreendeu o significado de outros nomes e traduziu-os, como se fez em Bolchove e nalgumas das corredeiras do Dniepre. A teoria que culpingos eram vótios foi oposta por Max Vasmer e Stender-Petersen,  enquanto Holm acha provável. Ele considera que aparentemente os varegues e fínicos eram capazes de cooperar bem, e aponta à relativa facilidade e estabilidade com que a Finlândia foi mais tarde integrada na Suécia. Jorma Koivulehto, um linguista finlandês, discorda da teoria vótia e mantêm que o nome vótio ou quaisquer etnônimos fínicos não estão etimologicamente associados com o nome kylfingar.

### Os escandinavos

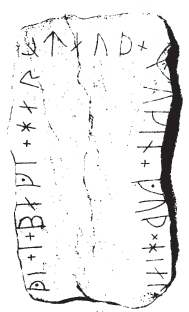
Runa Sö 318, contendo o nome pessoal Culpingo

Barði Guðmundsson identificou os culpingos com uma tribo escandinava oriental, talvez sueca, que infiltrou-se pelo norte da Noruega durante o final do século IX. Guðmundsson conecta os culpingos com os germânicos hérulos que estiveram ativos por todo o norte da Europa e Itália durante os séculos V e VI. Segundo Guðmundsson, muitos desse culpingos podem ter posteriormente emigrado à Islândia durante os séculos IX e X. Outros estudiosos reconhecem uma origem dana à tribo. Alguns estudiosos consideraram os culpingoa da Saga de Egil como um "povo germânico conquistador", ou os coletores de impostos do rei sueco. Holm (1992) considerou que tais sugestões eram anacrônica pois os reis suecos tinham nenhum interesse no norte da Fenoscândia durante os séculos IX e X, e nem mesmo a posterior Lei da Helsíngia cita qualquer assentamento sueco ao norte de Bygdeå no sul da Bótnia Ocidental.
Pritsak identificou os culpingos com "organização comercial e mercenária profissional" que organizou expedições ao norte, nas terras lapônicas, em distinção de outros grupos varegues e viquingues cujas expedições se concentraram em terras a oeste e leste. A interpretação é apoiada por alguns historiadores como Stender-Petersen. Algumas pedras rúnicas na Suécia contêm o nome pessoal Culpingo, que pode ou não estar associado aos culpingos como grupo.

### Outras sugestões
Alguns historiadores sugeriram que os culpingos eram eslavos ocidentais relacionados aos pomeranos. Na interpretação, o termo eslavo Kolbiag pode compartilhar origens comuns com topônimos como Colberga (Kołobrzeg), uma cidade na costa báltica da Pomerânia, e Colpino, um local próximo da atual São Petersburgo.

## Estado

### Império Bizantino

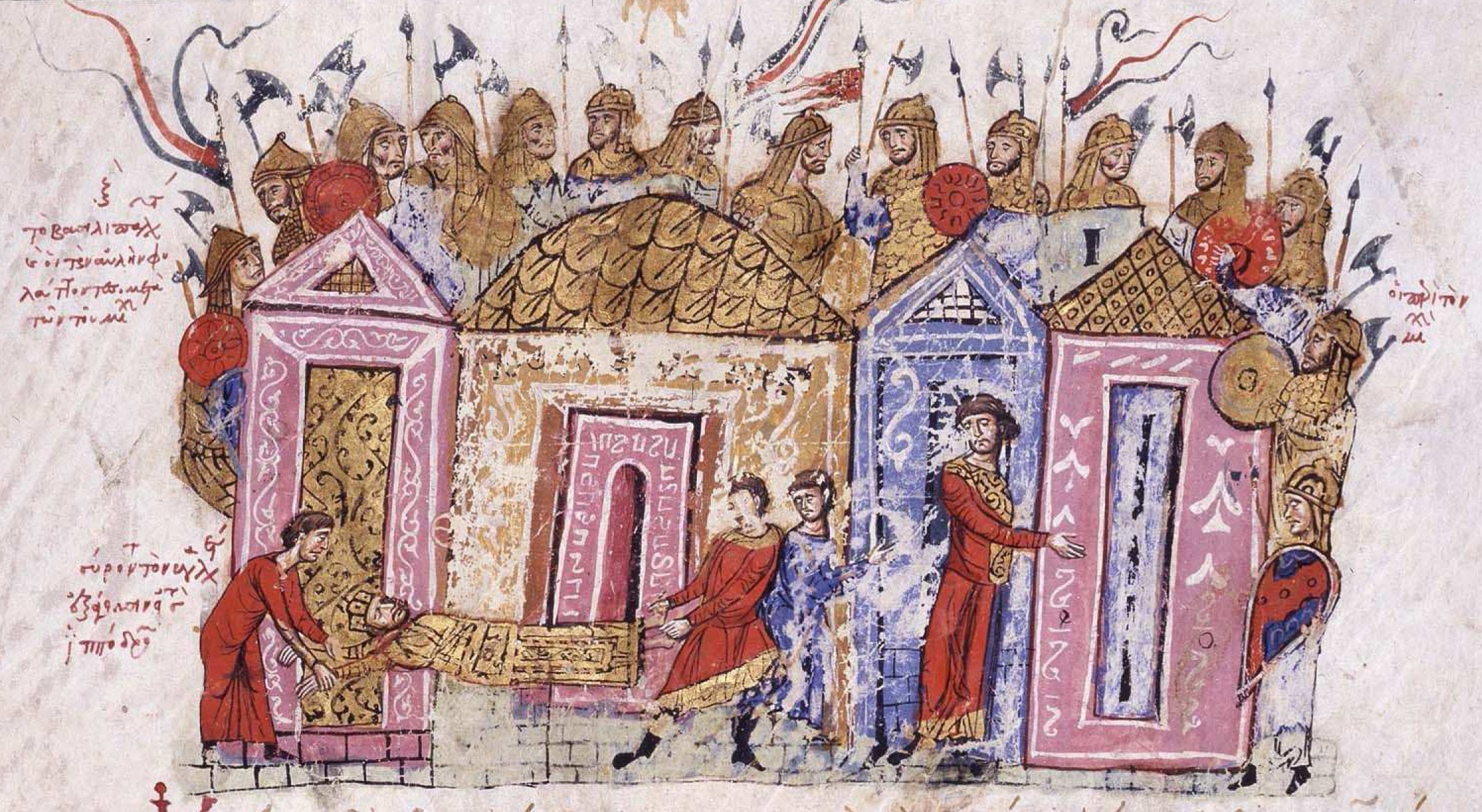
Guarda varegue numa iluminura do século XI da crônica de João Escilitzes

Fontes do século XII se referem a eles (Κουλπίγγοι, Koulpingoi; frequentemente atestados no genitivo plural Κουλπίγγων, Koulpingon) como estando entre os estrangeiros que serviram como mercenários em Constantinopla, mas parece havia distinção entre eles e os varegues. Por exemplo, uma bula dourada imperial, um édito portando um selo dourado, emitido em 1073 isenta certos mosteiros de serem forçados a alojar soldados de etnias específicas: varegues, ros, sarracenos, francos e culpingos. Em éditos anteriores emitidos em 1060 e 1068, os culpingos não foram separadamente delineados. Éditos similares foram emitidos em 1082, 1086 e 1088. O édito emitido pelo imperador (r. 1081–1118) em 1088, por exemplo, diz:
A todo [território] da ilha acima mencionada [de Patmos], bem como o mosteiro com todas as suas propriedades, é concedido exkousseia (isenção) por alojar [mitato] todo tipo de comandantes, romeos e aliados estrangeiros, como os ros, varegues, culpingos, inglinos, frangos, nemitsos, búlgaros, sarracenos, alanos e os imortais, e todos os outros romanos e estrangeiros.

### Rússia e o leste do mar Báltico
Os culpingos também estiveram ativos no Báltico Oriental e norte da Rússia. O termo Culpingalândia (Kylfingaland) pode ter sido usado para se referir a Carélia; em algumas pedras rúnicas foi interpretado como sinônimo de Gardarícia, o nome nórdico antigo da Rússia. O Justiça da Rússia do século XI, o código de lei da Rússia de Quieve, conferiu certos privilégios aos culpingos/colbíagos (em russo: Колбяги) além dos varegues (Varyagi). Por exemplos, os varegues e culpingos tinham direito de prestar queixa com um juramento sem depender de quaisquer testemunhas. Além disso, de modo a jurar inocência, precisavam apenas de duas testemunhas, quando um eslavo precisava sete. Varegues e culpingos podiam dar refúgio a um fugitivo por até três dias, enquanto os eslavos e outros povos de Quieve deviam entregá-lo imediatamente.

### Hungria
A organização militar Kölpények é citada na Hungria durante os séculos X, XI e XII. Estudiosos húngaros propuseram que ela era idêntica aos culpingos-colbíagos e que tinha origens escandinavas. Foram contratados pelos primeiros governantes da Casa de Arpades, particularmente Taxis nos anos 950, para servir como guardas da fronteira. Eles lutaram com seus contratantes magiares junto de Esvetoslau I contra a Bulgária e Império Bizantino, Alternativamente, a Kölpények pode ter uma origem pechenegue, pois havia o grupo tribal pechenegue dos culbeis (külbej) durante mais ou menos o mesmo período.

## Culpingos orientais

A noruega ca. 872 (com reino de Haroldo Cabelo Belo em vermelho) antes da Batalha do Fiorde de Hafrs

O poeta escaldo Torbiorno Garra de Chifre escreveu sobre os culpingos orientais (Austkylfur) no seu poema épico Poema de Haroldo (Haraldskvæði). Em alguns manuscritos, o nome foi, provavelmente, erroneamente, grafado auðkylfur ou "homens ricos". Alguns filólogos, usando o significado náutico da palavra kylfa, interpretam a frase como "navios orientais". Outros, como F. Jonsson, interpretam Austkylfur como "troncos orientais", enquanto Vigfusson acreditava que a frase corretamente significava simplesmente "homens do oriente". Uma outra interpretação do termo usado em Haraldskvæði é o depreciativo "imbecis orientais".
No Poema de Haroldo, como registrado por Esnorro Esturleu no Heimskringla, os culpingos orientais foram descritos como oponentes de Haroldo Cabelo Belo na Batalha do Fiorde de Hafrs. Fizeram parte de uma força, liderada por Kjotve, o Rico de Agder e os jaris (jarls) de Hordalândia, Rogalândia e Telemarca, que foram ao fiorde para lutrar contra a hegemonia de Haroldo. A relação exata entre os culpingos orientais e a coalizão anti-Haroldo é incerta. Nora Chadwick identifica os culpingos orientais como parte da força que opôs-se a Haroldo e que veio de Agder e Telemarca. Esses distritos ficam mais a oeste do que os demais reinos que opuseram-se a Haroldo. Após sua derrota diante de Haroldo, a propriedade dos culpingos foi saqueada e suas mulheres, descritas como "donzelas orientais", foram distribuídas pelo rei vitorioso entre seus guerreiros.

## Linha do tempo
| Data             | Trabalho mencionado                                                                                         | Detalhes |
| ---------------- | --- | --- |
| c. anos 880      | Haraldskvæði de Torbiorno Garra de Chifre, composto c. 900 (como preservado no Heimskringla do século XIII) | Os culpingos orientais (Austkylfur) participaram na Batalha do Fiorde de Hafrs entre Haroldo Cabelo Belo, Rei da Noruega, e uma coalizão liderada pelo rei Kjotve de Agder; suas mulheres foram divididas como despojos de guerra entre os guerreiros de Haroldo. |
| c. 900           | Saga de Egil (século XIII)                                                                                  | Torolfo derrota grande força de culpingos salteadores no norte da Noruega, em torno deste tempo. |
| c. 950           | Feitos dos Húngaros, escrito entre 1100 e 1200                                                              | Príncipe Taxis contrata mercenários chamados Kölpények, talvez idênticos aos Culpingos. |
| 970-972          | Feitos dos Húngaros                                                                                         | Mercenários kölpények servem no exército magiar em apoio da campanha à Bulgária de Esvetoslau I de Quieve. |
| c. 1000          | Pedras Rúnicas Sö 318, U 320, U 419, U 445                                                                  | Pedras rúnicas suecas são construídas levando o nome pessoal "Culpingo". |
| Anos 1010        | Justiça da Rússia, código legal da Rússia de Quieve                                                         | Início de codificação do Justiça da Rússia, que concede direitos especiais e privilégios aos colbíagos. |
| Anos 1070 – 1080 | Bula dourada bizantina                                                                                      | Culpingos são mencionados entre outras nações com contingentes do exército bizantino. |
| c.1100           | Feitos dos Húngaros                                                                                         | Culpingos mercenários ainda ativos na Hungria. |
| c.1150           | Landfræði, geografia feita pelo islandês Nicolau Filho de Bergs                                             | A Rússia é conhecida como Culpingalândia. |
| c.1400           | Bjarkarimur, poema baseado em parte da perdida Saga dos Escildingos                                         | É feita menção de um berserker da "Terra do Culpingos." |